# Milton Brandão
Milton Brandão é um município brasileiro do estado do Piauí. Localiza-se a uma latitude 04º41'04" sul e a uma longitude 41º25'20" oeste, estando a uma altitude de 322 metros. Sua população estimada em 2004 era de 7 721 habitantes.
Possui uma área de 1188,9 km².

## História
Foi elevado a categoria de distrito em 1989. Com a lei estadual nº 4.680, de 26 de janeiro de 1994 foi emancipado de Pedro II e instalado em 1 de janeiro de 1997, com a posse do primeiro prefeito eleito.

## Localização
Milton Brandão está localizado na Microrregião de Campo Maior, na Rodovia PI-216, que termina em Juazeiro do Piauí. Tem como limites os seguintes municípios:
| Noroeste: Pedro II          | Norte: Pedro II                            | Nordeste:                                    |
| Oeste: Pedro II             |                                            | Leste: Piripiri                              |
| Sudoeste: Sigefredo Pacheco | Sul: Buriti dos Montes e Juazeiro do Piauí | Sudeste: Capitão de Campos e Jatobá do Piauí |

## Política
- Ver: Lista de prefeitos de Milton Brandão